# Penitoa Finau
Pas d'image ? Cliquez ici

a Compétitions nationales et continentales officielles uniquement.

b Matchs officiels uniquement.
Dernière mise à jour le 30 novembre 2023.
Penitoa Finau, né le 17 décembre 1993 à Hamilton (Nouvelle-Zélande), est un joueur international tongien d'origine néo-zélandaise de rugby à XV évoluant aux postes de troisième ligne aile ou troisième ligne centre. Il joue avec la franchise des Moana Pasifika en Super Rugby et la province de Bay of Plenty en NPC.

## Biographie
Penitoa Finau fréquente le Wesley College basé à Auckland durant sa jeunesse. Après avoir quitté l'école, il rejoint le Karaka Rugby Club avec qui il réalise de bonnes performances lui permettant d'être sélectionné par les Counties Manukau en 2013, mais il ne joue aucun match avec eux.
Il subit plusieurs blessures importantes qui freinent son début de carrière et décide de se relancer au Portugal au sein du CR Técnico où il progresse beaucoup.
Par la suite, il rentre en Nouvelle-Zélande, alors qu'il évolue avec le Greerton Marist Rugby Club, Penitoa Finau est retenu dans l'effectif de la province de Bay of Plenty pour disputer la saison 2021 du National Provincial Championship,. Il fait ses débuts professionnels avec sa province à l'occasion de la première journée contre Tasman, en qualité de remplaçant.
Au mois de novembre 2021, il est annoncé qu'il fait partie de l'effectif des Moana Pasifika pour leur saison inaugurale en Super Rugby. En mars 2022, il fait ses débuts en Super Rugby avec sa franchise contre les Blues, après avoir manqué le début de saison à cause d'une blessure survenue lors de la pré-saison.
En septembre 2023, alors qu'il participe à la saison 2023 de NPC avec sa province, il est appelé en remplacement de Solomone Funaki, blessé, lors de la Coupe du monde 2023 alors qu'il ne compte encore aucune sélection avec l'équipe des Tonga. Il connaît ensuite sa première cape internationale lors du dernier match de poule contre la Roumanie en tant que remplaçant, il entre en jeu à la place de Sione Vailanu durant la rencontre.